# Aristides Gomes
Aristides Gómes (nacido el 8 de noviembre de 1954) es un político de Guinea-Bisáu. Fue elegido primer ministro de su país el 2 de noviembre de 2005 y ejerció ese cargo hasta el 9 de abril de 2007, cuando fue reemplazado por Martinho Ndafa Kabi.

## Biografía
Nacido en 1954, Gómes estudió en la Universidad de París VIII, donde recibió el graduado de sociología y ciencias políticas.
El antiguo director de Televisão Experimental da Guiné-Bissau (1990-1992), Gómes ha servido como ministro de planificación y cooperación internacional en un gobierno anterior del presidente João Bernardo Vieira.
Fue durante un largo período miembro del Partido Africano por la Independencia de Guinea y Cabo Verde (PAIGC), hasta llegar a ocupar el puesto de vicepresidente primero.
El 16 de abril de 2018 asumió nuevamente como primer ministro.
En octubre de 2019 el presidente Vaz cesó al primer ministro Aristides Gomes y lo sustituyó por Faustino Imbali. Sin embargo, Gomes no aceptó la decisión presidencial y el país tuvo durante diez días dos jefes de gobierno. Finalmente la presión internacional llevó a la dimisión de Imbali y la restitución en el cargo de Gomes hasta febrero de 2020.
| Predecesor: Faustino Imbali     | Primer ministro de la República de Guinea-Bisáu 2019 - 2020 | Sucesor: Nuno Gomes Nabiam   |
| Predecesor: Artur Silva         | Primer ministro de la República de Guinea-Bisáu 2018 - 2019 | Sucesor: Faustino Imbali     |
| Predecesor: Carlos Gomes Júnior | Primer ministro de la República de Guinea-Bisáu 2005 - 2007 | Sucesor: Martinho Ndafa Kabi |